# 凱基人壽
凱基人壽保險股份有限公司（簡稱凱基人壽、凱壽）（KGI Life Insurance Co., Ltd.），是總部設於臺北市的人壽保險公司，為凱基金融控股旗下子公司之一，前後合併瑞泰人壽、保誠人壽及購入安聯人壽傳統型保單，主要經營人壽保險業務。

## 沿革

### 華僑人壽時期
- 1963年4月25日，菲律賓華僑發起成立「華僑人壽保險股份有限公司」[1]（Overseas Life Insurance Corp.），最初資本額為新臺幣2,000萬元。
- 1963年4月27日，華僑人壽於臺北市中山堂光復廳舉辦開業酒會，首任董事長為菲律賓華僑施性水，首任副董事長兼總經理為丘漢平。
- 1974年，中國信託投資公司（現在的中國信託商業銀行）參與投資並負責經營華僑人壽，並由辜振甫擔任董事長、辜濂松擔任總經理。[2]

### 中國人壽時期

中國人壽時期企業標誌

- 1981年3月，華僑人壽改名為「中國人壽保險股份有限公司」。

- 1985年3月30日，中國人壽總部遷至臺北市松山區敦化北路122號「中國信託大樓」，本次搬遷係奉財政部1985年3月25日「(74)臺財融字第13540號函」核准[3]。

- 1995年2月8日，中國人壽在台灣證券交易所股票上市。
- 1995年底，中國人壽購入中國信託大樓為企業總部，中國信託大樓改為「中國人壽敦北大樓」。
- 2003年，前南山人壽資深副總經理王銘陽接任中國人壽總經理。
- 2007年，中國人壽併購Winterthur Life臺灣分公司「瑞士商環球瑞泰人壽保險股份有限公司臺灣分公司」[4]。
- 2009年2月20日，中國人壽以象徵性的新臺幣1元買入保誠臺灣分公司「英國保誠人壽」資產與營運業務。
- 2010年，中國人壽透過與中國建設銀行合作，參股建信人壽並持股19.9%，以合作開發中國大陸的保險市場，為臺灣第一家參股大陸壽險公司的案例[5]。

- 2013年11月28日，中國人壽出價新臺幣141.68億元標得臺北市松山區敦化北路原中國青年救國團臺北學苑土地70年地上權，預計新建中國人壽企業總部，是中國人壽首次跨足大型土地開發案[6]。王銘陽表示，中國人壽敦北大樓並非全棟屬於中國人壽，有些樓層屬於中國信託商業銀行，有些樓層屬於其他企業[7]。

- 2014年第一季，中國人壽總資產正式突破新臺幣壹兆元。

- 2017年，中華開發金融控股公司（下稱開發金控）以每股新臺幣35元、總價新臺幣308億元公開收購中國人壽8.8億股，佔已發行股權的25.33%，並在8月15日獲得中華民國金融監督管理委員會核准進行收購[8]。

- 2017年10月，中國人壽宣布以象徵性的新臺幣1元買入安聯人壽在臺灣的近80,000張傳統保單[9]。

- 2019年12月，中國人壽首推身心障礙人士綜合保險[10]。

- 2020年2月4日，開發金控公告，開發金控總經理兼中國人壽董事長王銘陽預計3月4日退休[11]。同年3月4日，中國人壽董事會決議通過，開發金控執行副總經理兼中國人壽副董事長郭瑜玲接任中國人壽董事長[12]。

- 2021年10月1日，開發金控召開股東臨時會，通過以股份轉換方式將中國人壽納為100%持股之子公司[13]；同年12月1日，台灣證券交易所公告，中國人壽股票自12月20日停止買賣、12月30日下市。12月30日完成股份轉換，成為開發金控100%持股的子公司。

- 2022年03月29日，國內首宗跨集團產壽險合作正式展開，新安東京海上產險與中國人壽今（29）日正式宣布成立策略聯盟，共同擴大保險服務範疇[14]。

### 凱基人壽時期
- 2023年4月，中國人壽宣布將改名為「凱基人壽保險股份有限公司」，與開發金控旗下的的凱基證券、凱基銀行同名，較能被投資人識別[15]。8月14日，金管會核准中國人壽改名案。12月20日，舉辦更名記者會。[16]
- 2024年1月1日，正式更名為凱基人壽。
- 2024年4月26日，開發金控宣布人事消息，王銘陽接任金控董事長並兼任凱基人壽董事長，楊文鈞接任金控總經理與凱基銀行董事長，郭瑜玲任凱基人壽總經理之外，並正式宣佈開發金控更名為「凱基金控」。[17]。
- 2024年8月17日，凱基人壽推出全新保險組合一次滿足手術、意外保障，上班通勤外出旅遊都安心，青壯族善用「醫＋意」投保術提升風險防禦力[18]。
- 2024年8月20日，凱基人壽培育地方青年榮獲AREA國際獎項肯定[19]。
- 2025凱基人壽 前進校園宣導防詐 [20]

## 外部連結
- （繁體中文） 凱基人壽